# Adoretus claustifer
Adoretus claustifer är en skalbaggsart som beskrevs av Ohaus 1913. Adoretus claustifer ingår i släktet Adoretus och familjen Rutelidae. Inga underarter finns listade i Catalogue of Life.